# Бейтс, Гарри (скульптор)
Гарри Бейтс (англ. Harry Bates; 26 апреля 1850[…], Стивенидж, Хартфордшир — 30 января 1899, Лондон) — британский скульптор. Был избран в Королевскую академию в 1892 году а так же был активным членом, хотя и с перерывами, Гильдии работников искусства. Он был центральной фигурой в британском движении, известном как Новая Скульптура.

## Ранняя жизнь и образование
Бейтс родился 26 апреля 1850 года в Стивенидже в Хартфордшире. Начал свою карьеру в качестве помощника резчика, и прежде чем приступить к регулярному изучению пластического искусства, он прошел длительное обучение в области архитектурного декора, работая с 1869 года в фирме Farmer & Brindley.

## Карьера
В 1879 году он уехал в Лондон и поступил в Южную Лондонскую школу технического искусства (ранее известную как Ламбетская школа искусств, ныне Художественная школа Сити и гильдий Лондона). Там он учился у Жюля Далу и Родена и выиграл серебряную медаль на национальном конкурсе в Южном Кенсингтоне . В 1881 году он был принят в школу Королевской академии, где в 1883 году он выиграл золотую медаль и стипендию за работу «Помощь Сократу, обучающему людей на Агоре».
В 1883 году он уехал в Париж, где организовал свою мастерскую (по предложению Далу). На его творчество большое влияние оказывал Роден, который иногда консультировал его по поводу его работ. Голова и три небольших бронзовых панно (« Энеида»), выполненные Бейтсом в Париже, были выставлены в Королевской академии и выбраны для покупки попечителями Chantrey Bequest, но отбор пришлось отменить, потому что они не были изготовлены в Великобритании.
В 1886 году Бейтс вернулся в Великобританию и был избран в Гильдию работников искусства.

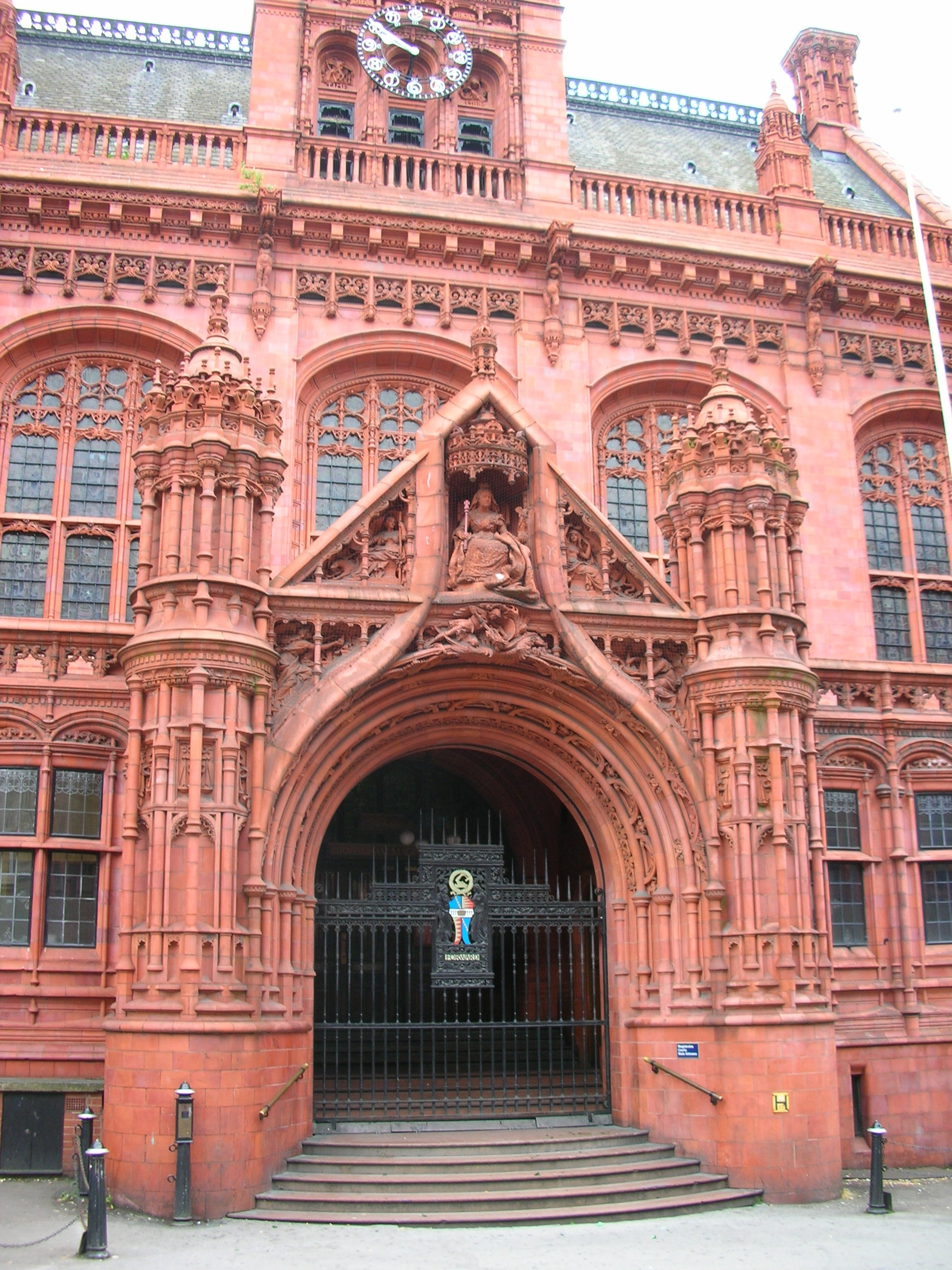
Фигура Виктории Бейтса над судами Виктории в Бирмингеме

Среди других его работ: панно «Эней» (1885 г.), «Гомер» (1886 г.), три панно «Психея» и «Родопа» (1887 г.).
Основное мастерство Бейтса заключалось в композиции и лепке рельефной скульптуры, и именно в этой среде он достиг своей наиболее технически и эстетически совершенной работы. Однако отдельно стоящая скульптура оставалась важнейшим из скульптурных жанров в котором работал мастер. Бейтс в 1889 году выполнил скульптуру «Гончие на поводке», которая, по сути, представляют собой рельефную композицию, переведенную в трехмерное пространство. В этой работе Бейтс продемонстрировал свою способность передавать мышечную интенсивность и движение, что привело к его большему успеху и повлияло на развитие его амбиции.
Его следующая крупная работа — статуя «Пандора» 1890 года. Фигура в натуральную величину была необычно обнаженной по сравнению с другими современными изображениями. В 1890 году это было воспринято как «свежее прочтение предмета, и вместо обычной эльфийской или сладострастной женщины Бейтс показала нежную и счастливую девушку с очаровательными чертами лица». В этой работе Бейтс экспериментировал с полихромией и смешанными материалами, сознательно превращая её в парадигмальный пример своих художественных приоритетов. Шкатулка, которую она держит, представляет собой декоративную шкатулку из слоновой кости и позолоченной бронзы, на которой искусно вырезаны сцены из легенды о Пандоре. Работа была выставлена в 1890 году на Летней выставке Королевской академии и куплена в следующем году для Chantrey Bequest.
Создание мраморного алтаря для церкви Святой Троицы на Слоун-стрит в Лондоне было ещё одним произведением, которое он создал в 1890 году.
В год своей смерти в 1899 году Бейтс закончил работу «Mors Janua Vitae» (с лат. — «смерть, ворота жизни»), которая сейчас находится в Художественной галерее Уокера в Ливерпуле. В 2007 году работа была описана как «причудливое полихромное символистское фэнтези».
Одним из его последних заказов была большая бронзовая статуя королевы Виктории, открытая на площади Альберта в Данди вскоре после его смерти.

## Личная жизнь и смерть
Бейтс умер в нищете, истощив свои финансы «из-за того, что производил финансирование калькуттской статуи лорда Робертса из собственного кармана». Он умер 30 января 1899 года в своей резиденции на Холл-роуд, 10, Сент-Джонс-Вуд. Похоронен в Стивенидже 4 февраля.

## Оценка творчества
Британская энциклопедия 1911 года писала: 

Портреты-бюсты Гарри Бейтса — хорошие образцы реализма: сильные, но тонкие в технике и превосходные по характеру. Его статуи обладают живописностью, в которой всегда чувствуется утонченность скульптора. Среди главных из них — причудливый «Махараджа Майсура», несколько перегруженный орнаментом. Колоссальная конная статуя лорда Робертса (1896 г.) на постаменте, опоясанная фризом фигур, установленная в Калькутте, и статуя Королева Виктория для Данди.
Но, возможно, его главным шедевром, в котором его интерес к полихромии и смешанным материалам в формате, сочетающем декоративное искусство и скульптуру, достиг своего полного воплощения, в аллегорическом представлении «Любви и Жизни», крылатой мужской фигуры из бронзы и женской фигуры из слоновой кости. Британская энциклопедия 1911 года считает, что «его преждевременная смерть лишила английское искусство его самого многообещающего представителя в то время».
— 
В то время как континентальные скульпторы экспериментировали с древней техникой хризелефантина в 1840-х годах, Пандора работы Бейтса была первой хризелефантиновой работой британского художника :6.
Бейтса в первую очередь помнят как одного из самых важных скульпторов, работавших в рамках движения «Новая скульптура» в традиций декоративно-прикладного искусства. Как благодаря его новаторскому использованию полихромии, так и намекам на сюжет, он считается одним из основных представителей международного символизма в британской скульптуре.